# Kondō Nobutake

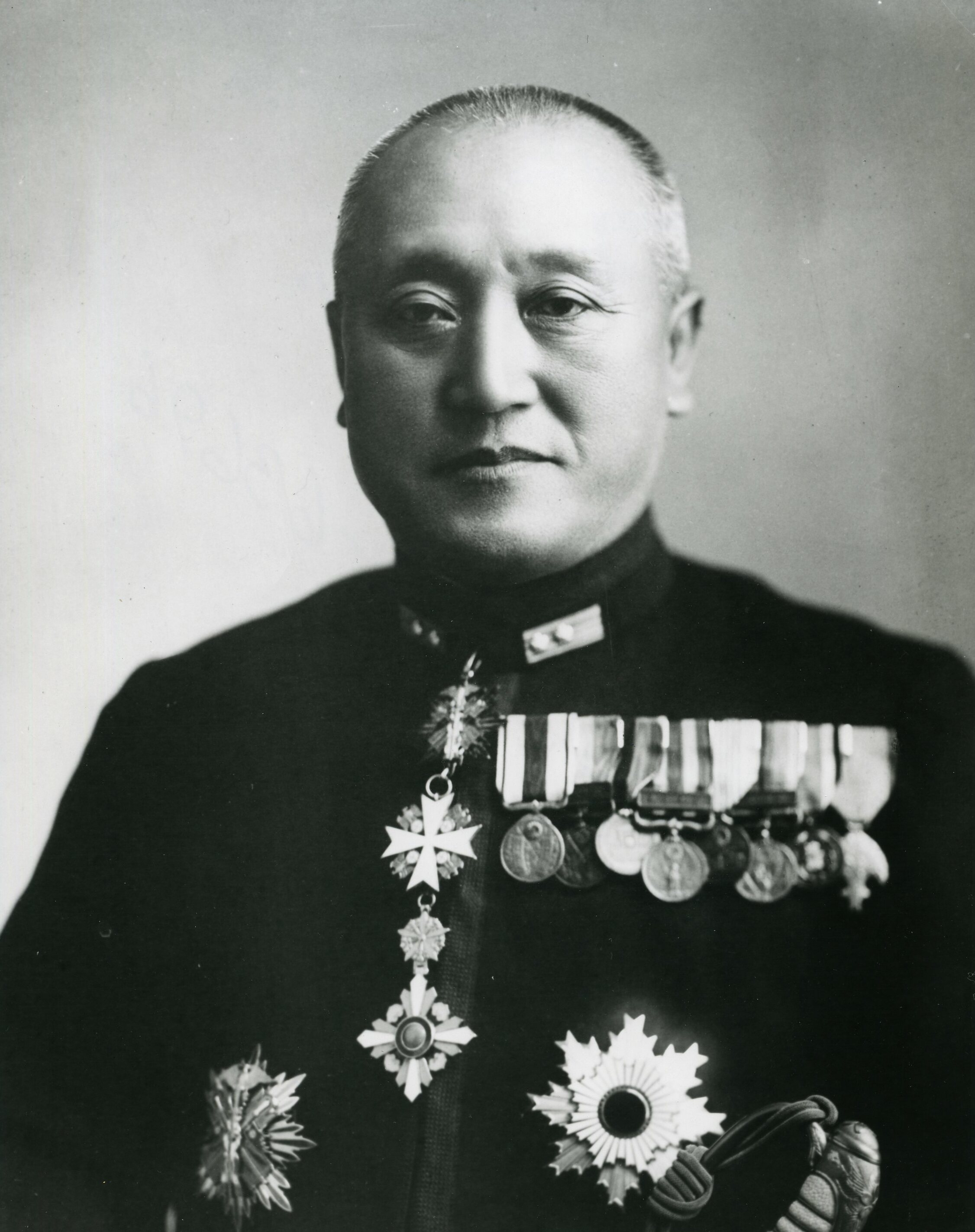
Vizeadmiral Nobutake Kondo

Kondō Nobutake (jap. 近藤 信竹; * 25. September 1886 in Osaka; † 19. Februar 1953) war ein japanischer Admiral.
Er graduierte 1907 als Jahrgangsbester an der japanischen Marineakademie. Von 1912 bis 1913 diente er als Marineattaché in Großbritannien. Nach dem Ende des Ersten Weltkriegs besuchte er die Marinehochschule und wurde im Dezember 1919 Korvettenkapitän. Von 1920 bis 1923 war er als Mitglied der Naval Interallied Commission of Control in Deutschland tätig. 1929 wurde er Kommandant des Schweren Kreuzers Kako und 1932 des Schlachtschiffs Kongō. Im November 1933 wurde er zum Konteradmiral befördert. 1935 wurde er Chef des Stabes der Kombinierten Flotte und wurde 1937 zum Vizeadmiral befördert. Nach Ausbruch des Zweiten Japanisch-Chinesischen Krieges befehligte er die 5. Flotte bei der Invasion von Hainan und der Blockade von Swatow.
Zu Beginn des Pazifikkriegs kommandierte er die 2. Flotte. Er nahm an den japanischen Invasionen der Malaiischen Halbinsel, der Philippinen und Niederländisch-Indiens teil. Er führte das Kommando der 2. Flotte bei der Attacke im Indischen Ozean. Bei der Schlacht um Midway befehligte Kondo die Landungs- und Deckungsgruppe mit dem Flugzeugträger Zuihō, den Schlachtschiffen Kongō und Hiei, vier Schweren Kreuzern, acht Zerstörern. Doch hier musste er die erste Niederlage seiner Laufbahn verkraften, da seine Truppen auf halbem Weg den Rückzug antreten mussten.
Bei der Schlacht um Guadalcanal führte er in drei Seeschlachten Kampfverbände. Während der Schlacht bei den Ost-Salomonen im August 1942 kommandierte er die Deckungsgruppe, bestehend aus dem Schlachtschiff Mutsu und drei Zerstörern, welche nicht in die Schlacht eingreifen konnten. Bei der Schlacht bei den Santa-Cruz-Inseln im Oktober 1942 war er Gesamtbefehlshaber der Operation und führte eine Kampfgruppe mit dem Träger Jun’yō, vier Schweren Kreuzern, einem Leichten Kreuzer und fünf Zerstörern. Auch bei dieser Seeschlacht waren seine Schiffe nicht direkt am Kampf beteiligt. Am 14./15. November 1942 bei der Seeschlacht von Guadalcanal kommandierte Kondō einen Kampfverband mit dem Schlachtschiff Kirishima zusammen mit den Kreuzern Atago, Nagara, Sendai und Takao. Er sollte die Bedrohung japanischer Truppen durch den Flugplatz Henderson Field durch massiven nächtlichen Beschuss ausschalten. Stattdessen musste Kondō mit einem amerikanischen Kampfverband mit den Schlachtschiffen Washington und South Dakota kämpfen und musste sich geschlagen geben. Bei der Seeschlacht verlor er die Kirishima. Diese Niederlage markierte einen Wendepunkt im gesamten Guadalcanal-Feldzug der Japaner. Kondō wurde ins japanische Marineministerium nach Tokio abberufen.
Er erhielt als Oberkommandierender der China-Regionalflotte noch einen letzten Fronteinsatz. Bei Kriegsende war er wieder im Marineministerium. Da er zu der Zeit keinen hohen Posten innehatte, wurde er bei den Tokioter Prozessen nicht angeklagt. Er starb 1953.